# Borets Truda
Borets Truda - Борец Труда (rus) - és un khútor del krai de Krasnodar, a Rússia. És a 17 km al nord-oest de Kanevskaia i a 132 km al nord de Krasnodar. Pertany a l'stanitsa de Starodereviànkovskaia.